# Esteban Nicolás González
Esteban Nicolás González Rojas (Cordoba, 16 settembre 1978) è un allenatore di calcio ed ex calciatore argentino, di ruolo centrocampista, vice allenatore del Gimnasia La Plata.

## Caratteristiche tecniche

### Giocatore
Di ruolo centrocampista mediano, abile nei colpi di testa, e molto forte fisicamente